# Tonya Williams
Tonya „Teee“ Slacanin-Williams (* 28. März 1968 in Los Angeles; geboren als Tonya Williams, zeitweise Tonya Sanders) ist eine ehemalige Volleyballerin und amerikanische Nationalspielerin. In Deutschland ist „Teee“ vor allem aus ihrer Zeit beim USC Münster bekannt, mit dem sie den CEV-Pokal gewann und deutsche Meisterin und Pokalsiegerin wurde, sowie den Gewinn der deutschen Beachvolleyballmeisterschaft 2003 mit Ines Pianka für SSG Hamm. Mit der amerikanischen Nationalmannschaft gewann sie 1992 Bronze bei den Olympischen Spielen in Barcelona und errang 1996 einen 7. Platz bei der Olympiade in Atlanta. Die dreifache Mutter spielt, nachdem sie sich nach einem Comeback für den USC Münster 2005/06 aus der 1. Liga zurückzog, mit der Seniorenmannschaft des USC Münster und arbeitet als Trainerin.

## Privates
Teee ist mit dem deutsch-kroatischen Beachvolleyballer Drazen Slacanin verheiratet. Sie haben drei Kinder und leben in Holzwickede. Auch ihre Tochter Leilani Slacanin spielt aktuell Volleyball beim BSP MTV Stuttgart.